# Farmacia (Zeitschrift)
Farmacia ist eine wissenschaftliche Fachzeitschrift, die von der rumänischen Gesellschaft für pharmazeutische Wissenschaften veröffentlicht wird. Die Zeitschrift versteht sich als Fortsetzung der 1871 unter dem Namen Foaia Societatii Farmacistilor Romani – Jurnal Sciintific si Pharmaceutico-Comercial gegründeten Zeitschrift. Von 1881 bis 1894 erschien sie unter dem Namen Organul Societatii Farmacistilor din Romania. Foaie pentru stiinta, arta si interesesele farmaceutice. Der Name wurde 1894 in Revista Farmaciei geändert und blieb bis 1953 gültig. Im Jahr 1953 wurde der Name in Farmacia geändert und eine neue Bandzählung begonnen, sodass dieses Jahr als Gründungsdatum der Zeitschrift gewertet wird. Derzeit erscheint die Zeitschrift mit sechs Ausgaben im Jahr. Es werden Arbeiten aus der Pharmazie veröffentlicht.
Der Impact Factor lag im Jahr 2014 bei 1,005. Nach der Statistik des ISI Web of Knowledge wird das Journal mit diesem Impact Factor in der Kategorie Pharmakologie und Pharmazie an 216. Stelle von 254 Zeitschriften geführt.